# Cryptocephalus majoricensis
Cryptocephalus majoricensis es una especie de insecto coleóptero de la familia Chrysomelidae.
Fue descrita científicamente en 1918 por de la Fuente.